# Q-Tips
Q-Tips – brytyjska grupa rockowa założona w 1979 roku.

## Historia
Debiutancki singel SYSLJFM (The Leter Song) wydany nakładem wytwórni Shotgun zaowocował kontraktem z Chrysalis Records. W 1980 ukazał się pierwszy album zespołu Q-Tips, jednak z powodu słabej sprzedaży wytwórnia wycofała się z kontraktu. Nową wytwórnią zespołu została Rewind Records, nakładem której ukazał się singel Love Hurts z repertuaru Bouldeaux Bryanta oraz w 1982 druga płyta – Live at Last.
Niedługo później zespół rozpadł się, a Paul Young rozpoczął karierę solową. W 1991 roku ukazała się płyta z koncertem wydana przez BBC Radio 1.

## Skład
- Paul Young – wokal
- John Gifford – gitara
- Mick Pear – gitara basowa
- Tony Hughes – trąbka
- Steve Farr – saksofon
- Steward Blandamer – saksofon
- Ian Kewley – instrumenty klawiszowe
- Barry Watts – instrumenty klawiszowe

## Dyskografia
- Q-Tips (1980)
- Live at Last (1982)
- BBC Radio 1 Live in Concert (1991)